# Tristrophis cupido
Tristrophis cupido là một loài bướm đêm trong họ Geometridae.